# Serra de la Guineu
La Serra de la Guineu és una serra situada al municipi d'Os de Balaguer a la comarca de la Noguera, amb una elevació màxima de 915 metres.